# Morse Bluff
Morse Bluff är en ort (village) i Saunders County i Nebraska. Orten har fått namn efter markägaren Charles W. Morse. Vid 2010 års folkräkning hade Morse Bluff 135 invånare.